# Manuel Luís Goucha
Manuel Luís Goucha (Madalena, 25 de diciembre de 1954) es un presentador y empresario portugués. Fue conocido en su labor de presentador de programas de televisión como Praça da Alegria, en la RTP1, Olá Portugal en TVI, y A Tua Cara não Me É Estranha, en esa misma cadena, junto con Cristina Ferreira. También presentó programas de cocina y ha escrito varios libros sobre ese tema.

## Carrera

### RTP
- 1979 - Zé Gato (actor)
- 1984 - Crónica dos Bons Malandros (actor)
- 1984 - Gostosuras e Travessuras
- 1986 - Sebastião come tudo!
- 1987 - Portugal de Faca e Garfo
- 1988 - Sebastião na CEE
- 1991 - Sim ou Sopas
- 1993 - Olha que Dois
- 1994 - Viva à Manhã
- 1995 - A Grande Pirâmide
- 1995 - Efe-Erre-A
- 1996 - Avós e Netos
- 2000 - Santa Casa
- 1995-2002 - Praça da Alegria

### TVI
- 1993 - Momentos de Glória
- 2002-2004 - Olá Portugal
- 2004- Presente - Você na TV!
- 2007 - Casamento de Sonho (Jurado)
- 2008, 2009 e 2011 - Uma Canção para Ti
- 2009 - Quem é o Melhor?
- 2010 - Mulheres da Minha Vida
- 2010 - De Homem Para Homem
- 2012 - A Tua Cara Não Me é Estranha 1
- 2012 - A Tua Cara Não Me é Estranha 2
- 2012 - A Tua Cara Não Me é Estranha - Duetos
- 2013 - A Tua Cara Não Me é Estranha 3
- 2014 - MasterChef Portugal

### TVI24
- 2010 - Mulheres da Minha Vida
- 2010 - De Homem Para Homem
- 2011 - Controversos

### +TVI
- 2013 - Tu Cá Tu Lá